# Raphaële Mouren
Pour les articles homonymes, voir Mouren.
Raphaële Mouren est une bibliothécaire et historienne française.

## Biographie

### Formation
Après des études de lettres classiques à l'université de Provence, elle entre à l'École des chartes, où elle obtient le diplôme d'archiviste paléographe avec une thèse intitulée Une édition de texte classique au XVIe siècle : Piero Vettori, Henri Estienne et Eschyle (1557). Elle obtient un DEA puis un doctorat de philologie grecque sur Édition et enseignement au temps du second humanisme : Piero Vettori et les auteurs antiques à l'École pratique des hautes études (sous la direction de Jean Irigoin). Elle est membre de l'École française de Rome (1996-1999).

### Carrière
Après s'être spécialisée à l'École nationale supérieure des sciences de l'information et des bibliothèques, elle devient conservateur des bibliothèques, responsable des fonds patrimoniaux de la bibliothèque de Nîmes puis directeur-adjoint de la bibliothèque Méjanes d'Aix-en-Provence. En 2006, elle est élue maître de conférences en histoire moderne et contemporaine (22e section) à l'École nationale supérieure des sciences de l'information et des bibliothèques (Lyon). Elle est présidente de la section « Rare Books and Manuscripts » de l'IFLA de 2009 à 2013.
Raphaële Mouren est nommée en 2013 directrice de la bibliothèque et directrice adjointe de l'institut Warburg à Londres. En 2014-2015 elle est directrice par intérim de l'institut. Elle a été promue en 2014 reader (professeur de seconde classe) en histoire du livre et des bibliothèques.

### Travaux
Ses travaux portent sur l'histoire de la philologie, en particulier les éditions humanistes des auteurs grecs et latins, l'histoire du livre (particulièrement les rapports des auteurs humanistes avec les imprimeurs-libraires) et l'histoire des bibliothèques.

## Ouvrages
- Dir., Zola à Aix : la ville et l'œuvre, direction, Cité du livre, 2002, 32 p. (BNF 39195312)
- Dir., Le Métier de bibliothécaire, direction, Paris, Le cercle de la librairie, 2003 (rééd. 2007), 454 p. (BNF 39059012)
- Dir., Manuel du patrimoine en bibliothèque, Paris, Le cercle de la librairie, coll. « Bibliothèques », 2007, 416 p. (BNF 40988560)
- Dir., Dons et legs dans les bibliothèques publiques : « je lègue ma bibliothèque à », Méolans-Revel-Arles, Perrousseaux-Centre de conservation du livre, 2010 (Kitāb tabulae), 222 p. (BNF 42244281)
- Dir. avec Martine Furno, Auteur, traducteur, collaborateur, imprimeur, qui écrit ?, Paris, Classiques Garnier, coll. « Études et essais sur la Renaissance : pratiques éditoriales », no 3, 2012, 329 p. (BNF 43520034)
- Dir. avec Gilles Bertrand, Anne Cayuela, Christian Del Vento, Bibliothèques et lecteurs dans l'Europe moderne (XVIIe – XVIIIe siècle), Genève, Droz, coll. Bibliothèque des Lumières, Vol. LXXXVIII, 2016, 532 p.